# Podzimní sonáta
Podzimní sonáta (švédsky Höstsonaten) je švédské psychologické komorní drama z roku 1978, jehož scénář napsal Ingmar Bergman, který film také režíroval. Hlavní role vytvořili Ingrid Bergmanová, Liv Ullmannová a Lena Nymanová. Pro Ingrid Bergmanovou to byla první spolupráce s Ingmarem Bergmanem (jde o shodu příjmení, nebyli příbuzní) a současně její vůbec poslední filmová role.
Podzimní sonáta byla také posledním filmem Ingmara Bergmana, který byl natočen pro uvedení v kinech. Všechny jeho později natočené filmy, i ty, které byly promítány v kinech, byly televizní. Podzimní sonáta je druhým ze tří Bergmanových filmů natočených během jeho pobytu v cizině, po Hadím vejci z roku 1977 a před filmem Ze života loutek z roku 1980. Film zaznamenal velký ohlas u kritiky, stejně jako u diváků, a získal celou řadu filmových ocenění, na další byl nominován.

## Děj
Eva (Liv Ullmannová), pozve svou stárnoucí matku Charlottu na návštěvu do vesnice. Neviděly se již řadu let. Její matka (Ingrid Bergmanová) je světoznámá úspěšná klavíristka, poněkud výstřední. Eva není tak talentovaná jako matka (i když mimo jiné také obstojně hraje na klavír). Její hlavní starostí je být dobrou paní domu, matkou a milující sestrou. Eva se také stará o svou postiženou a ochrnutou mladší sestru Helenu (Lena Nymanová), kterou si vzala z nemocnice do vlastního domu. Je asi jedinou osobou, která ji dokáže dobře porozumět při sestřině omezené schopnosti mluvit.
Zpočátku radostné setkání matky a dcery po dlouhém odloučení se rychle mění. Z dialogů matky s dcerou Evou se postupně dozvídáme mnoho z jejích životů, zejména, že Evu v minulosti postihla řada smutných až tragických událostí (syn Erik se utopil den před narozeninami). Na povrch také vyplouvají hluboko zasuté křivdy, rozpory a nepříjemné vzpomínky, odcizení a neporozumění. Ukazuje se také, že Charlotta svou dceru Evu nikdy nemilovala tak, jak matka obvykle miluje dceru. Rodinu opustila, aby se mohla věnovat hudební kariéře. Po několika dnech nepříjemných vzpomínek a rozhovorů se obě snaží toto změnit k lepšímu a vyvolat v sobě zbytky náklonnosti, které by je mohly spojovat.
Závěr filmu zůstává otevřený, poslední scény si lze vyložit buď tak, že matka čte dopis od dcery, ale také tak, že je to pouze představa či přání Evy. Film je hereckým koncertem především Ingrid Bergmanové (které v době natáčen bylo 69 let) a Liv Ulmannové (39 let), ale nesmíme zapomínat ani na výkon Leny Nymanové (32 let), vše v mistrovské režii Ingmara Bergmana. Významnou součást filmu tvoří také hudba Fryderyka Chopine. Skladbou, která zazní v jedné z klíčových scén filmu, je Preludium č. 2 a moll, kterou ve skutečnosti místo Ingrid Bergmanové hrála estonsko-švédská pianistka Käbi Lareteiová.

## Obsazení
| Ingrid Bergmanová   | klavíristka Charlotte Andergastová |
| Liv Ullmannová      | Eva, její dcera                    |
| Lena Nymanová       | Helena, ochrnutá mladší sestra Evy |
| Arne Bang-Hansen    | strýc Otto                         |
| Gunnar Björnstrand  | Paul                               |
| Erland Josephson    | Josef                              |
| Halvar Björk        | Viktor                             |
| Marianne Aminoffová | Charlottina soukromá sekretářka    |
| Georg Løkkeberg     | Leonardo                           |
| Linn Ullmannová     | Eva jako dítě                      |

## Produkce
Kvůli tehdejšímu dlouholetému sporu Ingmara Bergmana se švédským finančním úřadem ohledně údajných daňových úniků za příjmy z filmů, Ingmar Bergman film Podzimní sonáta natáčel v cizině (stejně jako předchozí film z roku 1977 a následující z roku 1980), konkrétně prostřednictvím západoněmecké společnosti Personafilm GmbH. Hlavní finanční prostředky poskytla britská společnost ITC Film Lewa Gradea a film se natáčel ve starém neudržovaném filmovém studiu u norského Osla (které bylo postaveno asi 1913). Ačkoli se formálně jednalo o německou produkci (německý název filmu Herbstsonate je oficiálním originálním názvem), dialogy jsou ve švédštině, většina štábu a herců byli Švédové a světová premiéra se konala ve Stockholmu.
Peter Cowie v poznámkách k pozdějšímu DVD vydání filmu společností Criterion shrnuje tyto zvláštní rysy produkce slovy: „Podzimní sonáta, natáčená v Norsku, s britskou a americkou podporou a se švédskými dialogy, vznikla v jednom z nejtemnějších období života Ingmara Bergmana. V roce 1976 odešel do dobrovolného exilu v Mnichově poté, co byl obviněn z daňových úniků z příjmů za některé filmy... Podzimní sonáta... znamená labutí píseň kariéry Ingrid Bergmanové, splnila její dlouholeté přání natočit film se svým jmenovcem.“
Kameramanem filmu byl Bergmanův dlouholetý a osvědčený spolupracovník Sven Nykvist (přezdívaný malíř světla), vedoucí produkce byla další dlouhodobá spolupracovnice režiséra Katinka Faragóová, ale změna nastala v případě střihu filmu. Siv Lundgren vážně onemocněl, a tak se Katinka Faragóová obrátila na Sylvii Ingemarssonovou, která s filmovým střihem ještě neměla mnoho zkušeností, nicméně se rok předtím podílela na střihu jiného velmi úspěšného filmu, Muž na střeše režiséra Bo Widerberga. Spokojenost Ingmara Bergmana se střihem a mezinárodní úspěch filmu Podzimní sonáta následně vedl k dlouhodobé spolupráci Sylvie Ingemarssonové s tímto režisérem (i když pracovala i pro další filmaře). Pokud počítáme televizní filmy a dokumenty, celkem se podílela na 14 Bergmanových produkcích až do jeho posledního (televizního) filmu Saraband z roku 2003.

## Přijetí

### Kritika
Recenze dobových kritiků byly poněkud smíšené. Dave Kehr v novinách Chicago Reader (které se zaměřují na film a divadlo) napsal, že Podzimní sonáta je dobrou komorní hudbou, je to řemeslně zvládnutá miniatura s Bergmanovou obvyklou bombastičností, která je tentokrát zabudována do požadavků na děj. Naopak filmový kritik Gary Arnold z The Washington Post se domníval, že příběh je pochybnou variací na známá neurotická témata v Bergmanově tvorbě, ale současně také napsal, že na člověka mohou Bergmanovi herci udělat dojem a zároveň lze odmítnout jeho kompozici... Podzimní sonáta se okamžitě těší statusu herecké výkladní skříně. Filmový kritik Roger Ebert (první držitel Pulitzerovy ceny za kritiku) zařadil film na 5. místo svého seznamu 10 nejlepších filmů roku 1978.
Pozdější, retrospektivní, recenze jsou příznivé. V roce 2002 Keith Phipps z online novin The A.V. Club napsal: „Když byla v roce 1978 Podzimní sonáta Ingmara Bergmana uvedena do kin, dočkala se recenzí od pozitivních až po lhostejné, a mnozí ji odepisovali jako nevýznamné dílo velkého režiséra... Po sejmutí břemene vysokých očekávání lze Podzimní sonátu konečně vnímat jako stroze krásnou meditaci o smrti a ne vždy realizované možnosti smíření napříč generacemi.“ Na serveru Rotten Tomatoes má film hodnocení 87 % z 30 recenzí, které souhlasně uvádějí: „Podzimní sonáta, melancholická meditace o neřešitelném napětí mezi rodičem a dítětem, je důstojnou labutí písní velké (herečky) Ingrid Bergmanové.“

### Ocenění a nominace
Film získal mnoho ocenění a nominací v různých kategoriích filmových cen a v různých zemích.
| Cena                                 | Datum             | Kategorie                   | Příjemce                           | Výsledek  | Ref.   |
| ------------------------------------ | ----------------- | --------------------------- | ---------------------------------- | --------- | ------ |
| Oscar                                | 9. dubna 1979     | Nejlepší herečka            | Ingrid Bergmanová                  | nominace  | [ 14 ] |
| Oscar                                | 9. dubna 1979     | Nejlepší scénář             | Ingmar Bergman                     | nominace  | [ 14 ] |
| Bodil Awards (Dánsko)                | 1979              | Nejlepší zahraniční film    |                                    | vítězství | [ 15 ] |
| César                                | 1979              | Nejlepší zahraniční film    |                                    | nominace  | [ 16 ] |
| Donatellův David                     | 1979              | Nejlepší zahraniční herečka | Ingrid Bergmanová a Liv Ullmannová | vítězství |        |
| Zlatý glóbus                         | 1978              | Nejlepší herečka (drama)    | Ingrid Bergmanová                  | nominace  | [ 17 ] |
| Zlatý glóbus                         | 1978              | Nejlepší zahraniční film    |                                    | vítězství | [ 17 ] |
| Los Angeles Film Critics Association | 16. prosince 1978 | Nejlepší herečka            | Ingrid Bergmanová                  | nominace  |        |
| Los Angeles Film Critics Association | 16. prosince 1978 | Nejlepší zahraniční film    |                                    | nominace  |        |
| Stříbrná stuha                       | 1979              | Nejlepší zahraniční režisér | Ingmar Bergman                     | vítězství |        |
| National Board of Review             | 19. prosince 1978 | Nejlepší režisér            | Ingmar Bergman                     | vítězství | [ 18 ] |
| National Board of Review             | 19. prosince 1978 | Nejlepší herečka            | Ingrid Bergmanová                  | vítězství | [ 18 ] |
| National Board of Review             | 19. prosince 1978 | Nejlepší zahraniční film    |                                    | vítězství | [ 18 ] |
| National Board of Review             | 19. prosince 1978 | Nejlepší zahraniční film    |                                    | vítězství | [ 18 ] |
| Národní společnost filmových kritiků | 4. ledna 1979     | Nejlepší herečka            | Ingrid Bergmanová                  | vítězství | [ 19 ] |
| New York Film Critics Circle         | 28. ledna 1979    | Nejlepší režisér            | Ingmar Bergman                     | 3. místo  | [ 20 ] |
| New York Film Critics Circle         | 28. ledna 1979    | Nejlepší herečka            | Ingrid Bergmanová                  | vítězství | [ 20 ] |
| New York Film Critics Circle         | 28. ledna 1979    | Nejlepší zahraniční herečka |                                    | 2. místo  | [ 20 ] |

## Remake a divadelní adaptace
- Hindský (indický) film Tehzeeb z roku 2003 je inspirovaný Podzimní sonátou.[21]
- V roce 2009 byla v Královském dramatickém divadle ve Stockholmu (švédsky Kungliga Dramatiska Teatern, hovorově často Dramaten) uvedena divadelní adaptace, kde hlavní role matky a dcery vytvořily švédská herečka Marie Göranzonová a norsko-švédská herečka Maria Bonnevieová.[22]
- V dubnu 2011 měla světovou premiéru v Yale Repertory Theatre (toto divadlo je součást Yaleovy univerzity) v New Haven ve státě Connecticut nová divadelní adaptace Podzimní sonáty podle Bergmanova původního scénáře v režii Roberta Woodruffa (překlad Wendy Weckwerth).[23]
- V roce 2017 měla ve Finské národní opeře v Helsinkách premiéru švédsky zpívaná opera Höstsonaten (tedy pod stejným názvem jako je švédský název filmu). Hudbu složil finský skladatel Sebastian Fagerlund a libreto podle Bergmanova scénáře napsala finská spisovatelka Gunilla Hemmingová.[24]

Kromě toho španělský film Vysoké podpatky z roku 1991 (scénář a režie Pedro Almodóvar, filmovou hudbu složil Rjúiči Sakamoto) je částečně inspirován filmem Podzimní sonáta (odvolává se ještě na několik dalších filmů s podobnou tematikou). Film měl smíšené recenze, ale byl komerčně úspěšný a získal několik filmových cen a nominací: obdržel francouzské filmové ocenění César v kategorii nejlepší zahraniční film. Na španělských filmových cenách Goya Awards byl nominován v šesti kategoriích, ale ani jednu nominaci neproměnil. Dále byl nominován na Zlatý glóbus také v kategorii nejlepší zahraniční film a byl vybrán jako španělský kandidát na nejlepší cizojazyčný film pro 64. ročník udílení Oscarů, ale nominaci nezískal.